# Ruine Rechtenstein
Die Ruine Rechtenstein, auch Burg Stein genannt, ist die Ruine einer Höhenburg auf einem 550 m ü. NN hohen Bergrücken direkt an der Donau in Ortslage über der Gemeinde Rechtenstein im Alb-Donau-Kreis in Baden-Württemberg.

## Geschichte
Die Burg wurde im 12. Jahrhundert von den Herren vom Stain erbaut, erstmals werden 1156 die Herren von Stain erwähnt. 1348 hatte die Burg zwei Burggebäude (Doppelburg), die von den Herren von Stein und den Herren von Rechtenstein bewohnt wurden. Im selben Jahr kommt es zum Einsturz einiger Teile der Burg durch ein Erdbeben, die aber sofort wieder aufgebaut werden. Um 1390 wird die Burg Besitz der benachbarten Burg Reichenstein, geht später an Graf Eberhard von Württemberg und danach wieder an die Herren von Stein. 1791 wurden wieder Teile der Burg verkauft und 1817 kam es zum Abbruch der Burg bis auf den Bergfried. Heute ist die ehemalige Kernburg Teil der Gemeinde Rechtenstein und die ehemalige Vorburg in Privatbesitz. Bis um 1900 beherbergte der Turm einen Turmwächter.

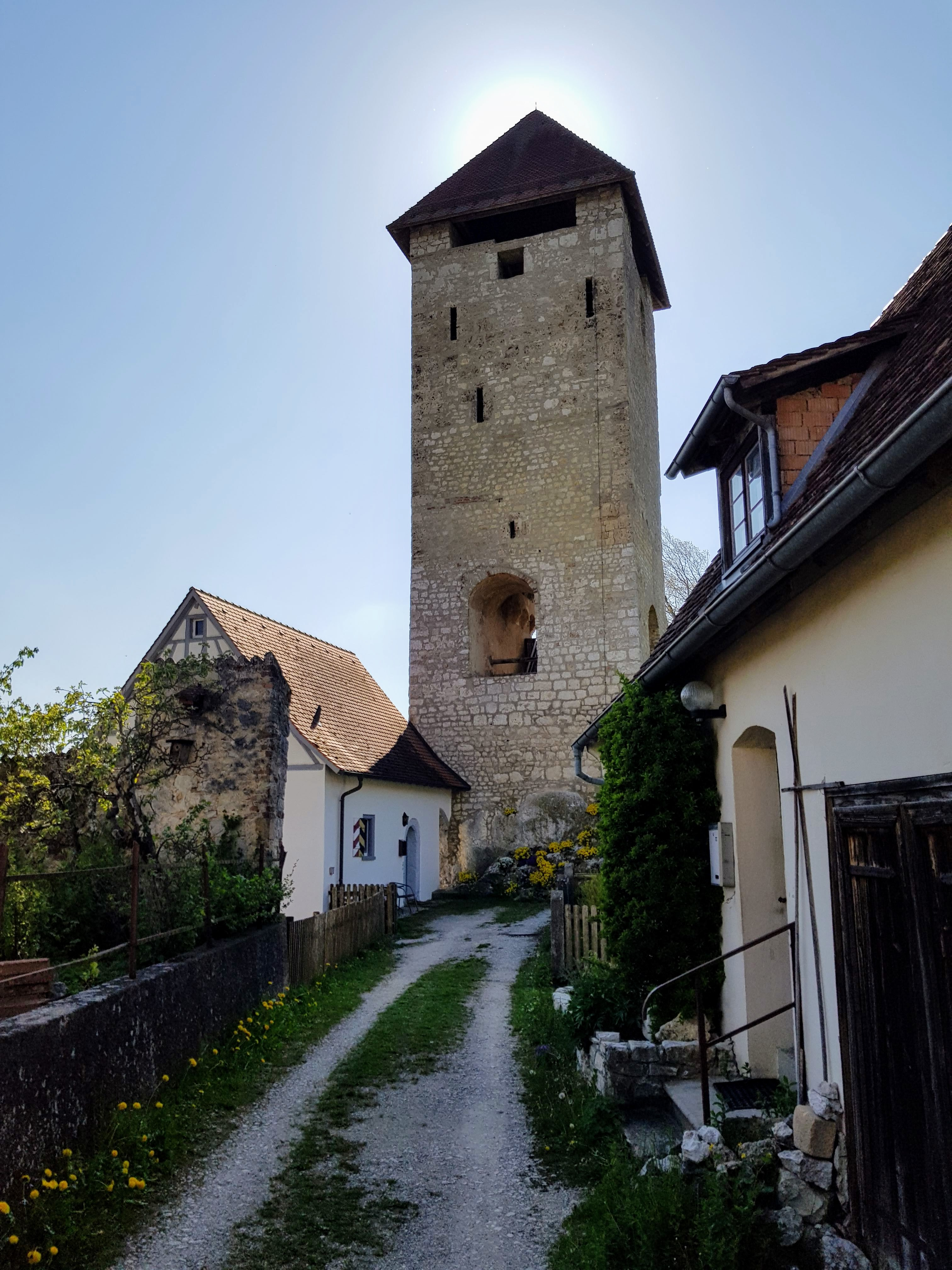
Turm der ehemaligen Burg
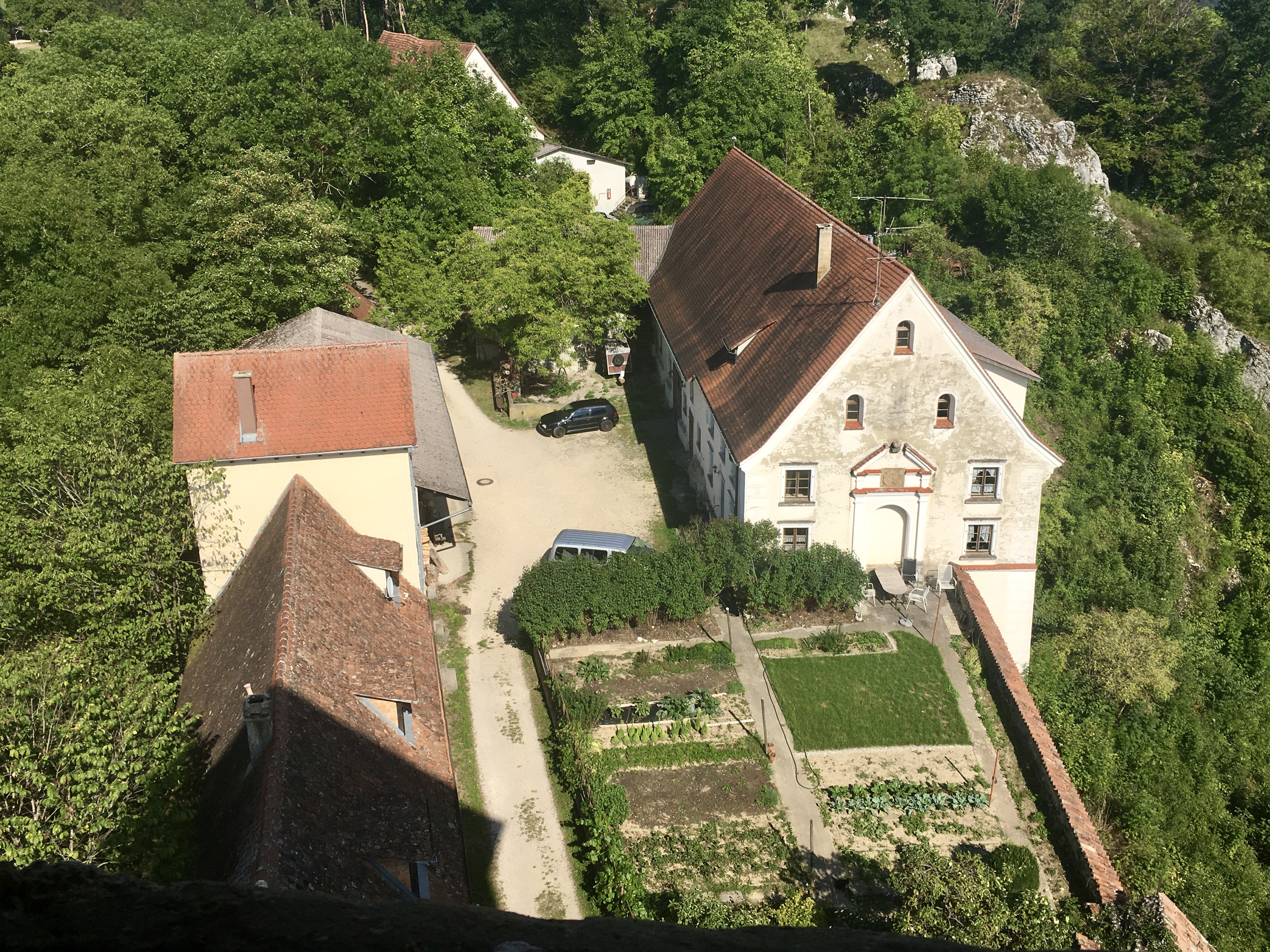
Burghof
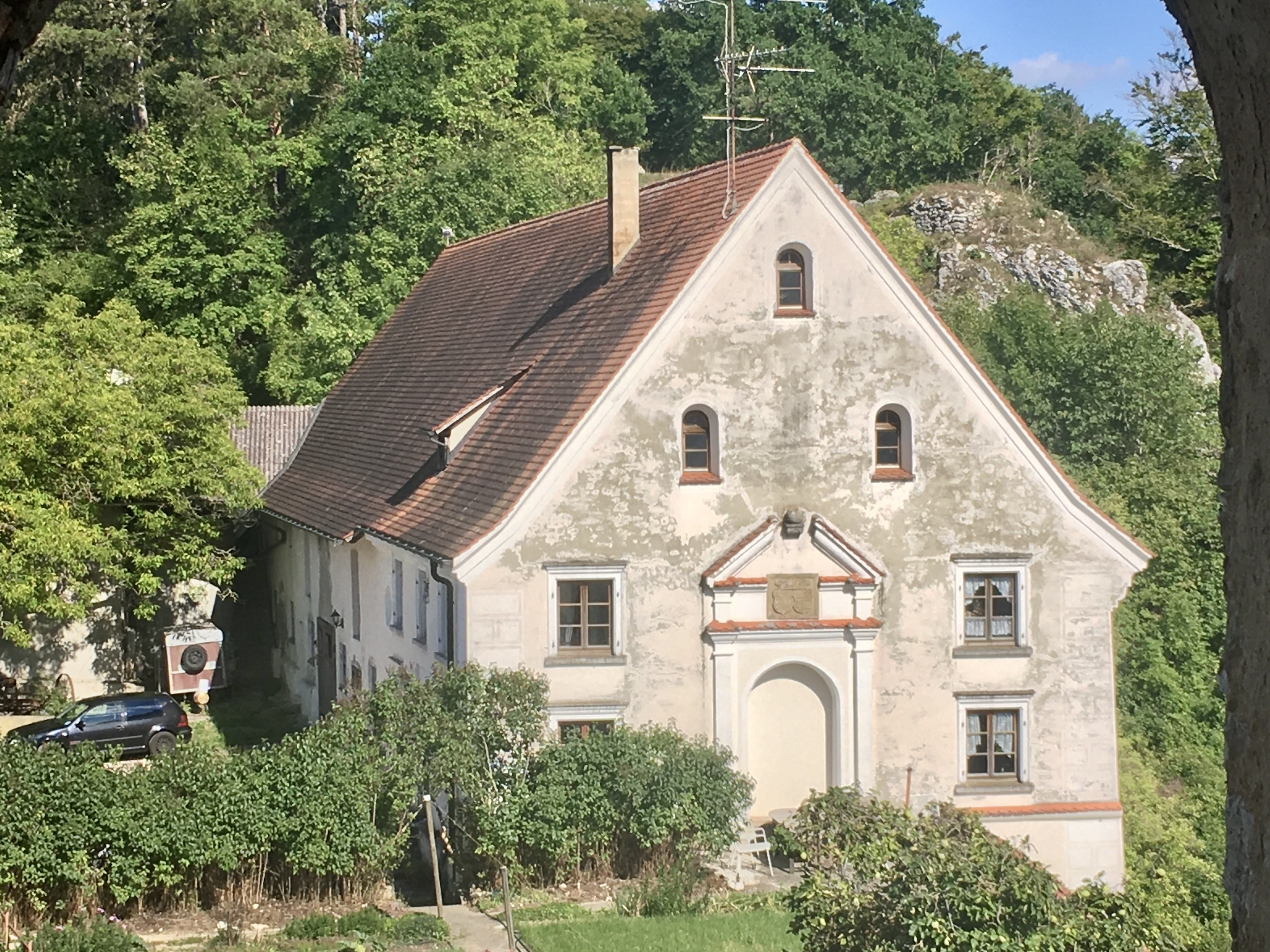
Wohngebäude
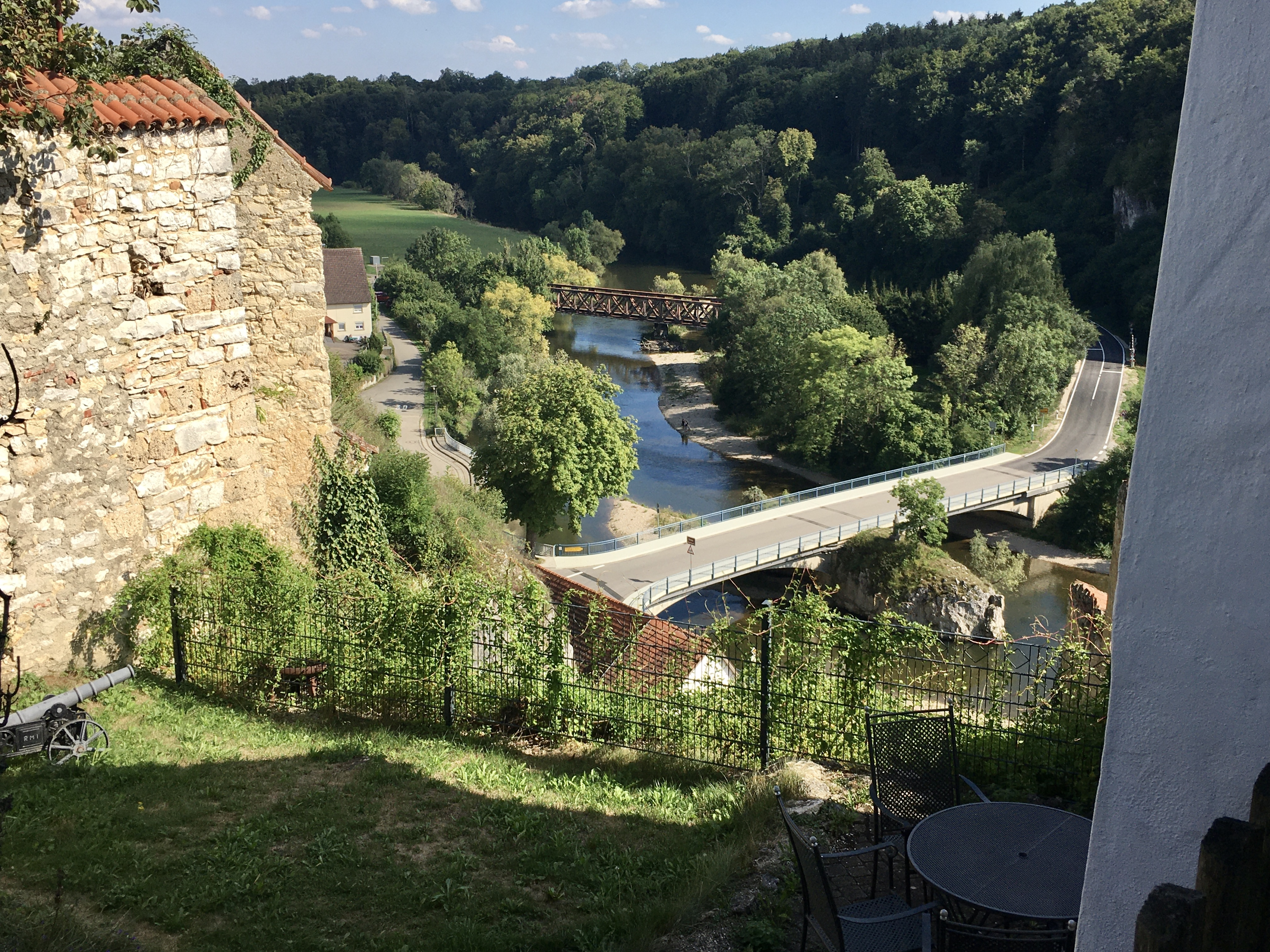
Blick auf die Donau
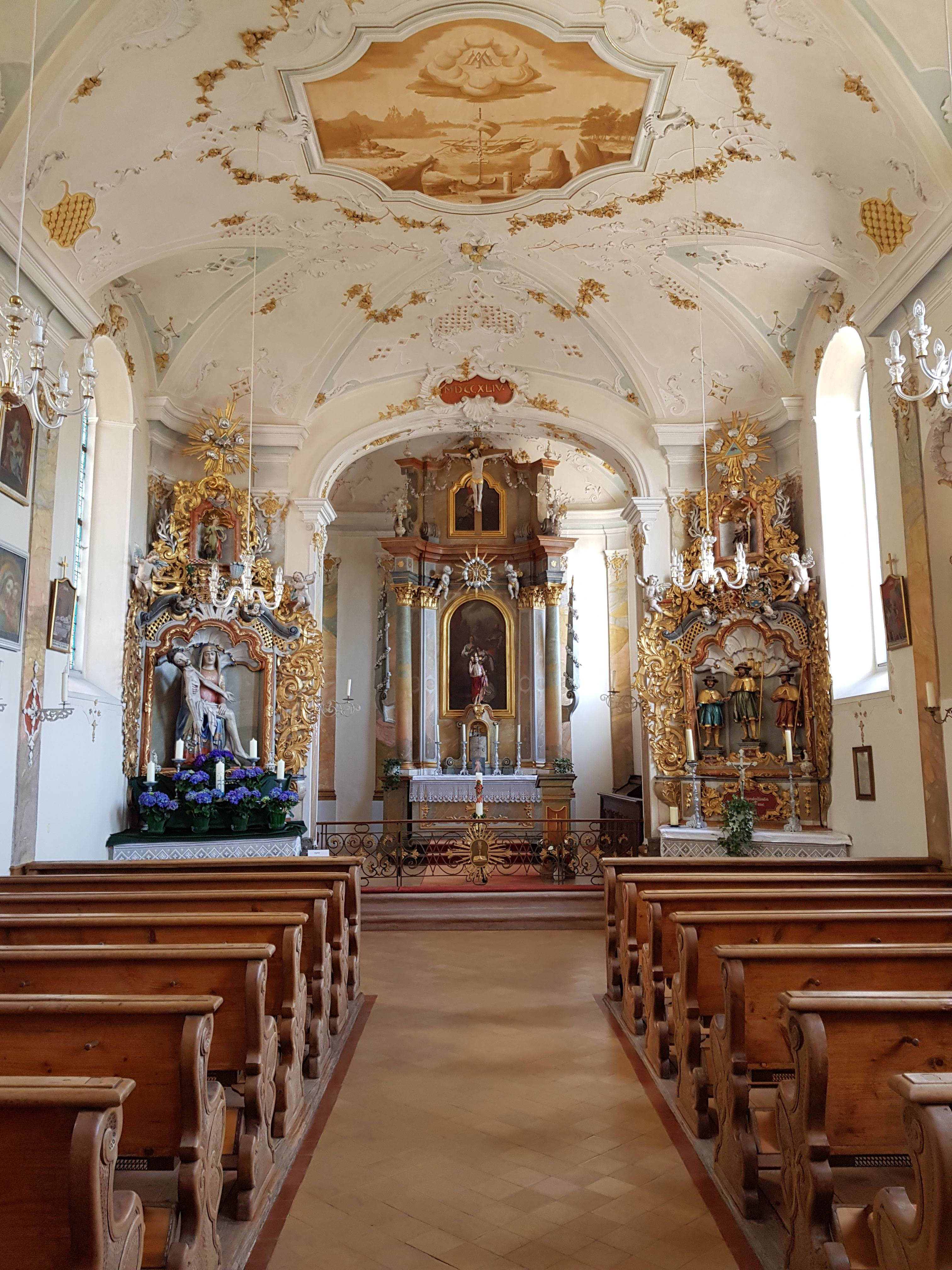
Blick in die ehemalige Burgkapelle, die heutige Kirche St. Georg
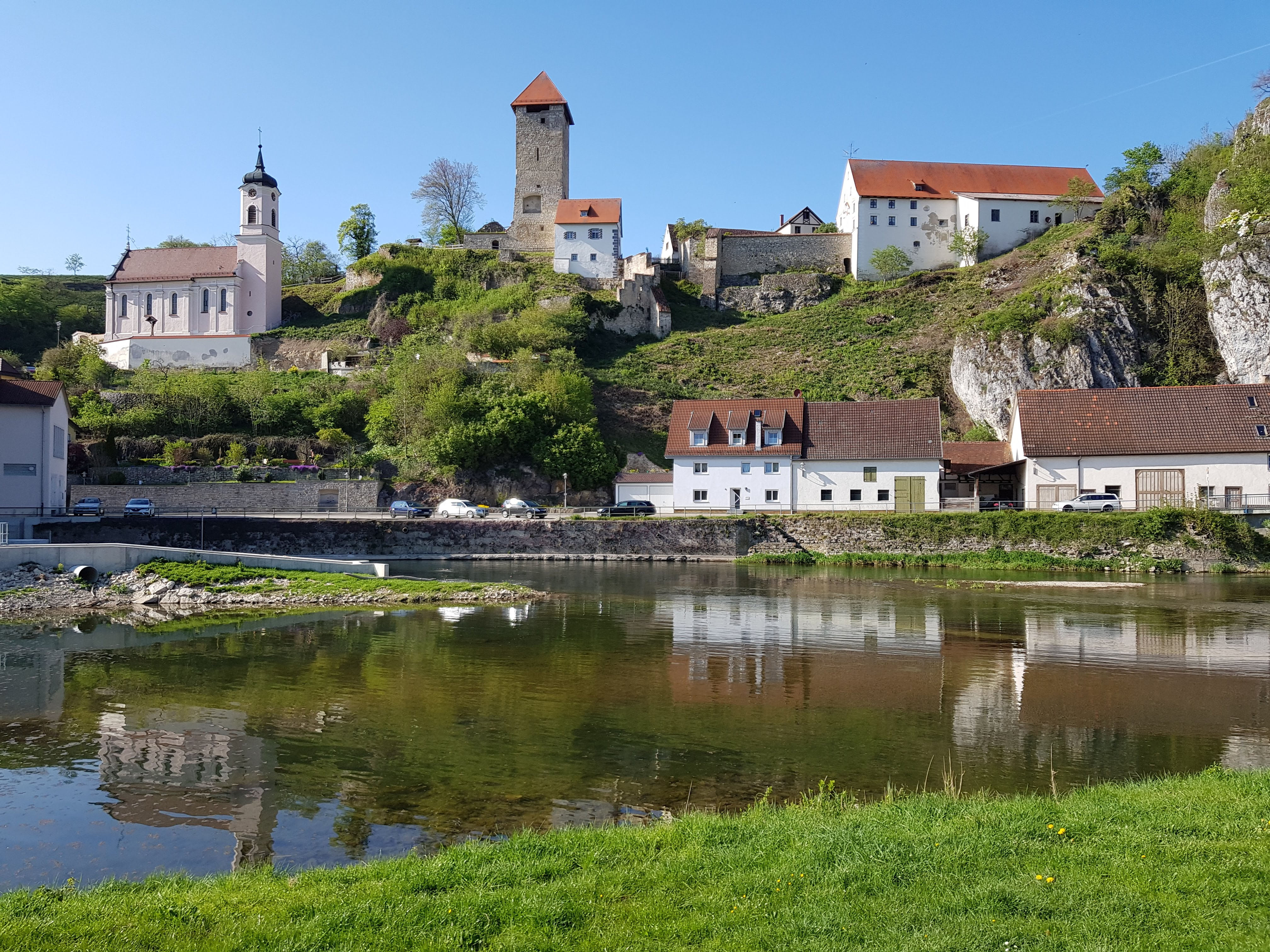
Blick auf die Burg aus dem Donautal